# 형식 전하
형식 전하에 대해 설명한다.

오존에서의 형식 전하.

공유 결합한 분자에서 원자의 전자 수는 결합 전자 수와 비결합 전자 수의 합으로 계산한다. 그러나 전자는 결합에서 공유되어 있기 때문에 결합 전자들은 결합을 형성한 두 원자들 사이에 동등하게 할당 되어야 한다. 독립된 원자의 원자가 전자 수로부터 루이스 구조식에서 그 원자에 할당된 전자 수를 뺀 값을 그 원자의 형식 전하(型式電荷)라고 한다.

## 형식 전하 구하는 방법
형식 전하 = 원자가 전자 수 - 비공유 전자쌍의 전자 수 - 1/2(공유 전자쌍의 전자 수) = 원자가 전자 수 - 해당 원자에 속한 전자 수.

## 형식 전하의 의미
형식 전하가 0에 가까울 수록 그 결합은 안정하다는 것을 뜻한다.

## 같이 보기
- 공유 결합